# Maison de la Cadière
Pour les articles homonymes, voir Cadière.
La maison de la Cadière est situé sur la commune d'Oullins, dans la métropole de Lyon, en France.

## Historique
La maison date du XVIe siècle. Sa galerie extérieure est inscrite au titre des monuments historiques par arrêté du 27 décembre 1972.